# Gaetana Russo
Gaetana Russo (Fidenza, 25 aprile 1981) è una politica italiana, eletta deputato alle elezioni politiche del 2022 nelle liste di Fratelli d'Italia.

## Biografia
Originaria della cittadina di Salsomaggiore Terme, ha conseguito la maturità al liceo classico G. D'Annunzio di Fidenza e la laurea in giurisprudenza nel 2006 e ha iniziato ad esercitare la professione di avvocato nel 2010. Da ottobre 2020 è funzionario amministrativo contabile per il Ministero delle infrastrutture e dei trasporti. Ha svolto l'attività di docente a collaborazione di diritto pubblico presso l'Accademia degli agenti di polizia penitenziaria "Certosa" di Parma.

## Attività politica
Ha iniziato l'attività politica nel 2007, candidata consigliere alle Amministrative Parma 2007 a sostegno del candidato Alfredo Peri nella Lista Consumatori. Peri sarà sconfitto al ballottaggio da Pietro Vignali. Entra in Fratelli d'Italia nel 2013, correndo nello stesso anno come candidata sindaco della cittadina salsese. Ricopre la carica di presidente del circolo locale FdI di Salsomaggiore Terme. Nel gennaio 2020 si è candidata a consigliere alle regionali 2020 dell'Emilia-Romagna, con il centrodestra, a sostegno di Lucia Borgonzoni. 
Dal 2021 è responsabile provinciale di FdI per Parma del Dipartimento enti locali ed elettorale.
Dal 25 settembre 2022 è deputato di Fratelli d'Italia, eletta alle elezioni politiche del 2022 nel collegio plurinominale Emilia-Romagna P01.
Dal 9 novembre 2022 fa parte della IX Commissione (Trasporti, poste e telecomunicazioni) della Camera dei deputati.